# Smiljan, Gospić
Smiljan je naselje na Hrvaškem, ki upravno spada pod mesto Gospić Liško-senjske županije.
Od Gospića je oddaljen 5 km, od avtoceste Zagreb–Split pa 11 km. Ima 446 prebivalcev (2001), v 19. stoletju jih je bilo še preko 2000.
Smiljan je najbolj znan kot rojstni kraj Nikole Tesle, ki se je tam rodil 10. julija 1856. Danes je Teslova rojstna hiša skupaj s srbsko pravoslavno cerkvijo sv. Petra in Pavla, v kateri je njegov oče Miljutin služboval kot paroh, in okolico urejena v spominski center, kjer so prikazani številni Teslovi izumi.

## Demografija
| Pregled števila prebivalcev po letih | Pregled števila prebivalcev po letih | Pregled števila prebivalcev po letih | Pregled števila prebivalcev po letih | Pregled števila prebivalcev po letih | Pregled števila prebivalcev po letih | Pregled števila prebivalcev po letih | Pregled števila prebivalcev po letih | Pregled števila prebivalcev po letih | Pregled števila prebivalcev po letih | Pregled števila prebivalcev po letih | Pregled števila prebivalcev po letih | Pregled števila prebivalcev po letih | Pregled števila prebivalcev po letih | Pregled števila prebivalcev po letih |
| ------------------------------------ | ------------------------------------ | ------------------------------------ | ------------------------------------ | ------------------------------------ | ------------------------------------ | ------------------------------------ | ------------------------------------ | ------------------------------------ | ------------------------------------ | ------------------------------------ | ------------------------------------ | ------------------------------------ | ------------------------------------ | ------------------------------------ |
| 1857                                 | 1869                                 | 1880                                 | 1890                                 | 1900                                 | 1910                                 | 1921                                 | 1931                                 | 1948                                 | 1953                                 | 1961                                 | 1971                                 | 1981                                 | 1991                                 | 2001                                 |
| 2090                                 | 2365                                 | 1973                                 | 1222                                 | 1283                                 | 1162                                 | 1127                                 | 1068                                 | 747                                  | 818                                  | 835                                  | 761                                  | 605                                  | 555                                  | 446                                  |